# Pikku-Kähmä
Pikku-Kähmä är en ö i Finland. Den ligger i sjön Vankavesi och i kommunen Ylöjärvi i den ekonomiska regionen Tammerfors och landskapet Birkaland, i den södra delen av landet, 200 km norr om huvudstaden Helsingfors. Öns area är 0,6 hektar och dess största längd är 120 meter i öst-västlig riktning.